# Literaturjahr 1602
Liste der Literaturjahre

Literaturjahr 1602

Weitere Ereignisse
Dieser Artikel behandelt das Literaturjahr 1602.

## Ereignisse

### Drama

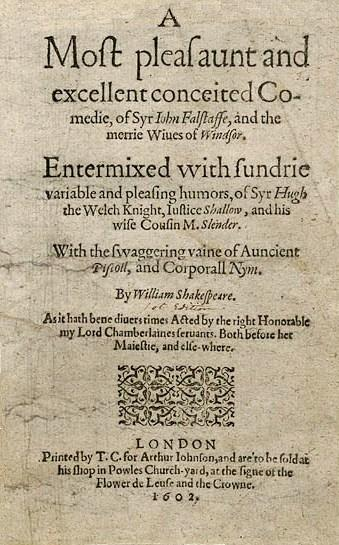
Die Quarto-Ausgabe von 1602

- William Shakespeares 1597 uraufgeführte Komödie The Merry Wives of Windsor erscheint in einer Quarto-Ausgabe.

### Wissenschaftliche Werke
- Der italienische Arzt und Naturforscher Ulisse Aldrovandi gibt das entomologische Werk De animalibus insectis libri septem heraus.
- Der italienische Dominikaner und  Philosoph Tommaso Campanella veröffentlicht La città del Sole („Der Sonnenstaat“) – die Utopie eines vollkommenen christlich-kommunistischen Staates. Darin führt er alle sozialen Übel auf das Privateigentum zurück. Dieses will er mit einer kollektivistischen Gesellschaftsordnung, welche sämtliche Lebensbereiche umfasst, beseitigen. Genau ermittelte Bedarfspläne bestimmen nach ihm die Produktion.
- In der zweiten Auflage seiner Schrift Von Zauberey vnd Zauberern Gründlicher Bericht gegen Hexenverfolgung und Folter verwendet der Pfälzer Pfarrer Anton Praetorius erstmals seinen Namen. 1598 hat er die erste Auflage noch unter einem Pseudonym veröffentlicht.

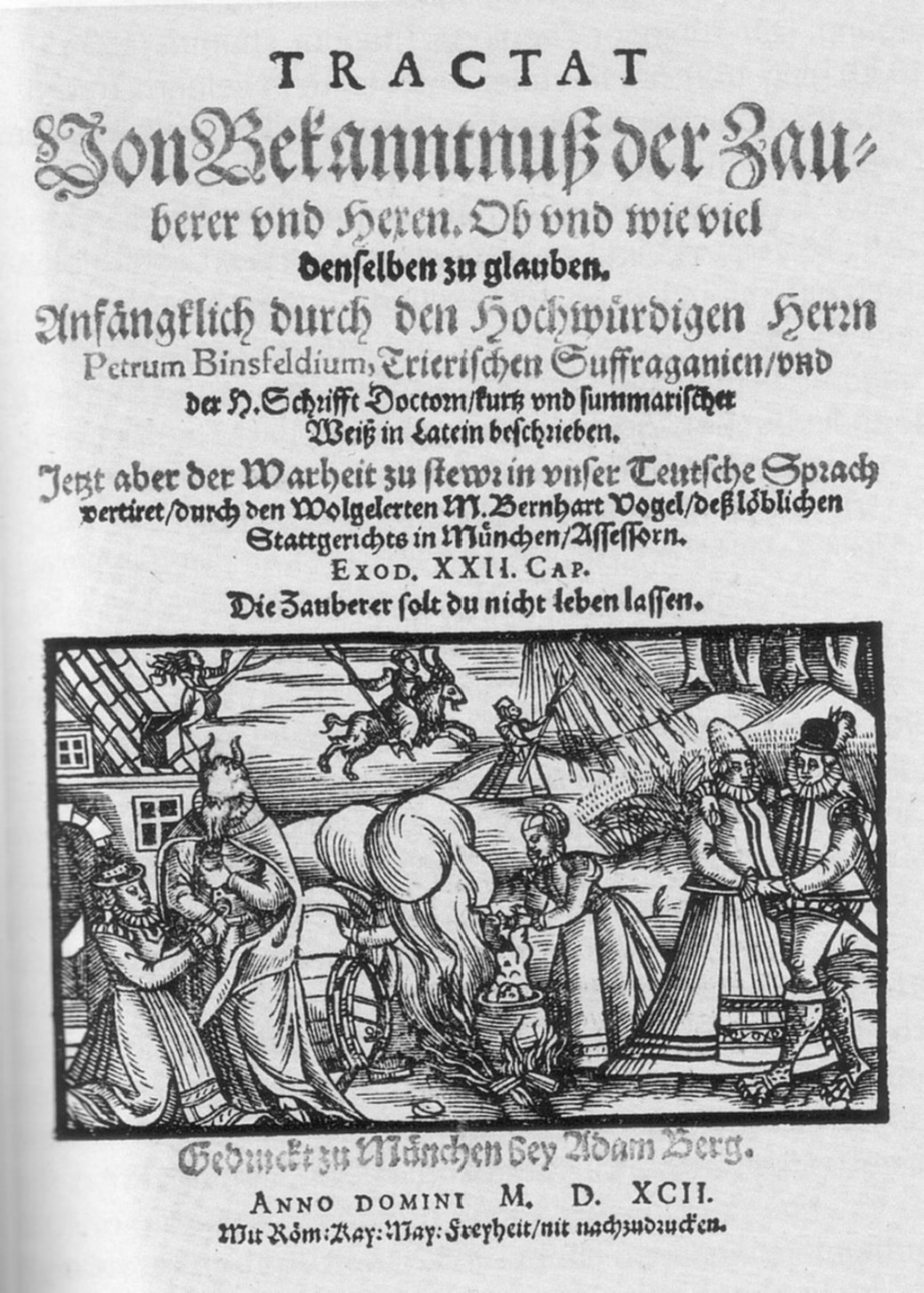
Peter Binsfeld: Tractat von der Bekanntnuß der Zauberer und Hexen, München 1602

- Zur gleichen Zeit gibt der Verleger Adam Berg in München eine Neuauflage des erstmals 1589 erschienen Hexentraktats Tractat von der Bekanntnuß der Zauberer und Hexen des Trierer Weihbischofs und Hexentheoretikers Peter Binsfeld heraus.

### Weitere Ereignisse
- Die Biblioteca Ambrosiana in Mailand wird gegründet.

## Geboren
- 2. Mai: Athanasius Kircher, deutscher Jesuit und Universalgelehrter († 1680)

## Gestorben
- 3. Februar: Paul Melissus, neulateinischer humanistischer Schriftsteller (* 1539)
- 11. September: Sebastian Artomedes, evangelischer Theologe und Kirchenliederdichter (* 1544)
- 14. September: Jean Passerat, französischer Schriftsteller und Lyriker (* 1534)
- 25. September: Caspar Peucer, Kirchenreformer, Mathematiker, Astronom, Mediziner, Diplomat und Schriftsteller (* 1525)
- 7. Oktober: Thomas Schweicker, armloser Kunstschreiber (* 1541)